# Jorge Villalón
Jorge Ihosvany Villalón Cobas est un footballeur cubain, né le 30 mars 1990 à Santiago de Cuba, dans la province éponyme.

## Biographie
Jorge Villalón, surnommé El Villano, fait son apparition au sein de l'équipe de sa province natale, le FC Santiago de Cuba en 2009. Dix ans plus tard, il atteint la consécration individuelle puisqu'il est sacré meilleur buteur du championnat 2019 avec 15 buts marqués. 
Cette consécration fait suite à une période dorée avec son club qui le voit remporter trois championnats d’affilée en 2017, 2018 et 2019. Il a aussi l'occasion  de participer au Caribbean Amateur Club Championship 2019 où marque un but face au Fruta Conquerors FC.
Néanmoins sa carrière subit un sérieux revers lorsque la Fédération cubaine de football le suspend pour une durée de 2 ans, en raison de son implication dans une altercation durant la finale-aller du championnat de Cuba 2019.
Fin 2019, il s'engage pour le Pigotts Bullets FC, club de 1re division d'Antigua-et-Barbuda.

## Palmarès

### En club
- FC Santiago de Cuba
  - Champion de Cuba en 2017, 2018 et 2019.
  - Vainqueur du Torneo de Ascenso (D2) en 2015.

### Distinctions individuelles
- FC Santiago de Cuba
  - Meilleur buteur du championnat de Cuba en 2019 (15 buts marqués).